# 內曲溫泉
內曲溫泉（Naegok Hot Spring）位於朝鮮兩江道普天郡。從惠山市 搭乘汽車向東北走約21公里就到達普天郡的郡城，再向東走約12公里，就能到達「內曲溫泉」。根據分析，「內曲溫泉」是適於治療各種疾病的很好的溫泉。
它在深山溝偏僻的地方，原來被草叢掩蔽著，僅是有些當地婦女在冬天頂著洗衣盆來洗衣服。不知是什麼時候，當地人在這兒修了個澡塘，但簡陋不堪。在1976年7月，前往當地巡視的金正日決定整修，建築現代化「療養所」，讓兩江道的民眾去療養，讓觀光客去休息、洗澡。為了建設「內曲溫泉」的旅遊設施，朝鮮政府甚至花費钜款在山中開鑿500米的隧道，把原有的森林鐵路遷移，以多修建澡塘及減低噪音。

## 特產
- 馬鈴薯糕
- 馬鈴薯澱粉麵條
- 啤酒